# Yanagihara Yoshitatsu

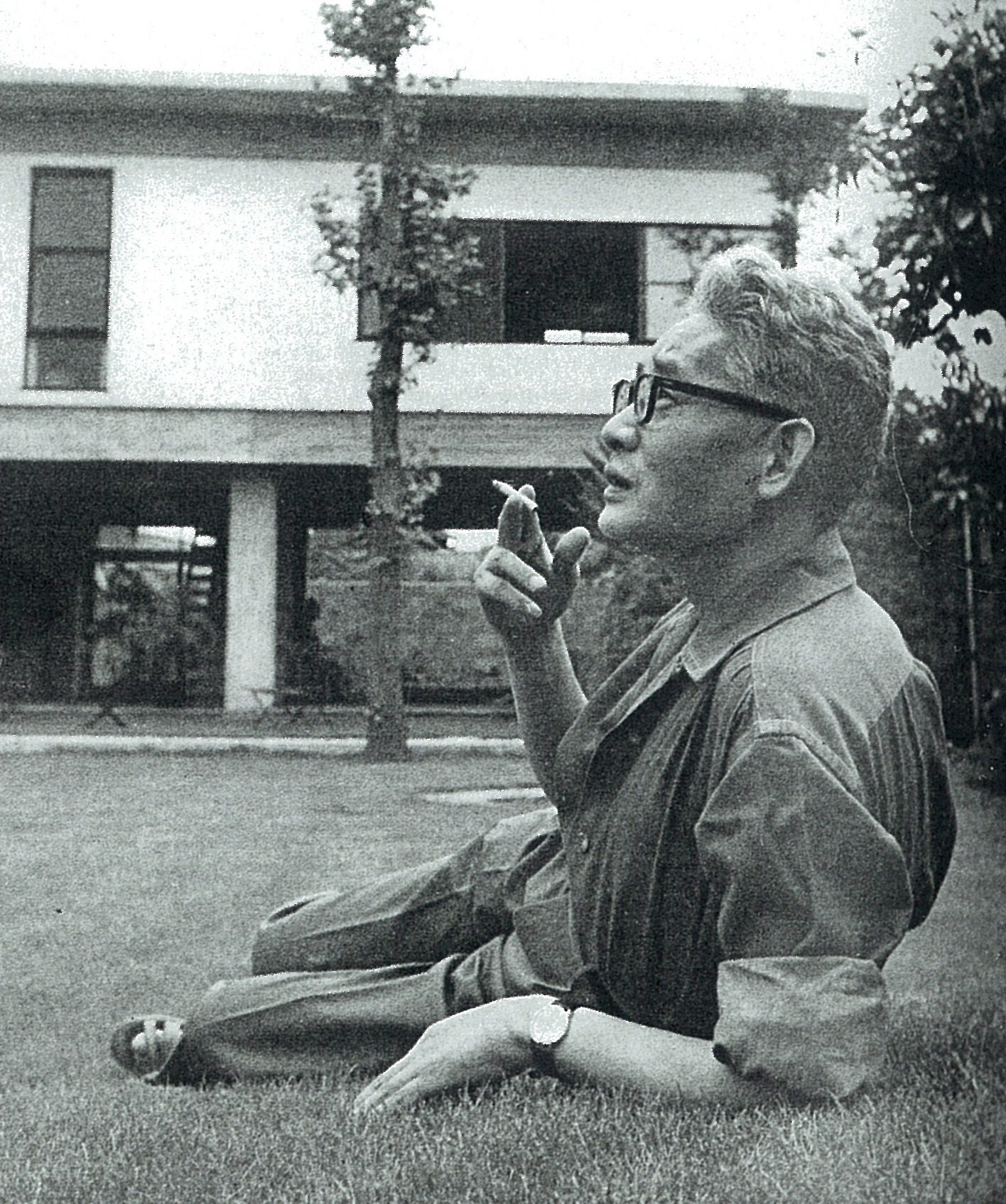
Yanagihara, 1960

Yanagihara Yoshitatsu (japanisch 柳原 義達; geboren am 21. März 1910 in Kōbe (Präfektur Hyōgo); gestorben am 11. November 2004) war ein japanischer Bildhauer der Shōwa-Zeit.

## Leben und Werk
Yanagihara Yoshiatsu wurde 1910 in Kōbe geboren und schloss 1936 seine Ausbildung als Bildhauer an der „Tōkyō Bijutsu gakkō“, der Vorläufereinrichtung der heutigen Geidai, ab. Schon als Student stellte er Werke auf den Ausstellungen der Kokuga-kai (国画会) aus, deren Mitglied er 1937 wurde. Er zog sich aber schon im selben Jahr aus ihr zurück und wurde Gründungsmitglied der Bildhauer-Abteilung der Shinseisaku-kyōkai (新製作協会).
1951 stellte Yanagihara auf der 1. Biennale von São Paulo das Werk mit dem Titel „Frauenkopf“ (女の首, Onna no kubi) aus. Im folgenden Jahr ging er nach Frankreich und bildete sich im Salon de Mai unter E. Auricoste weiter. 1957 kehrte er nach Japan zurück und stellte auf der „4. Internationalen Kunstausstellung“ (国際日本展示会) die Skulptur „Akt einer Schwarzen“ (黒人裸婦, Kokujin Rafu) aus. Im folgenden Jahr gewann er den ersten „Takamura Kōtarō-Preis“ (高村幸太郎賞) und im selben Jahr eine Auszeichnung für die Skulptur „Sitzend“ (座る, Suwaru) auf der 3. „Ausstellung für Kunst der Gegenwart in Japan“ (現代日本の美術展). 1973 gewann seine Skulptur „Wegweiser“ (道標, Dōhyō (鳩, Taube)) – „Brieftaube“ – den ersten Preis im Rahmen eines Wettbewerbs für Skulpturen im Freien der Stadt Nagano, und im folgenden Jahr für eine weitere Brieftauben-Plastik den 5. Nakahara-Teijirō-Preis.
Im Ausland war Yanagihara vertreten auf der 13. Biennale von Venedig, der „3. Internationalen Ausstellung moderner Skulpturen“ in Paris, auf der „9. Internationalen Ausstellung von Skulpturen“ in Amsterdam und an weiteren Orten.
Yanagihara war einer der bedeutenden Bildhauer der Shōwa-Ära mit Skulpturen, die ihren französischen Einfluss erkennen lassen. Zu seiner Serie von Tauben-Plastiken gehört auch die „Frau, die eine Taube hält“ (鳩を持つ女, Hato o motsu Onna). – Yanagiharas Skulpturen sind an vielen öffentlichen Plätzen zu sehen. Beispiele sind eine Frauenstatue vor dem Gebäude der Präfekturverwaltung von Tokio, eine Stehende vor dem „Museum der Präfektur Kanagawa für moderne Kunst“ (神奈川県立近代美術館 Kanagawa kenritsu kindai bijutsukan) in Kamakura, eine Sitzende, die sich in der Stadt Ube befindet. – Einer seiner Schüler war Osamu Nakajima.
1996 wurde Yanagihara vom Staat als „Person mit besonderen kulturellen Verdiensten“ ausgezeichnet.